# Lennox International
Lennox International Inc. — поставщик оборудования для внешних систем климат-контроля. Lennox производит и реализует широкий выбор продукции, связанной с системами отопления, вентиляции, воздушного кондиционирования и охлаждения. Годовой оборот компании (на 1998 год) — 1,82 млрд долларов; количество сотрудников — 11 700.

## История
- 1895 год — Дэйв Леннокс начал изготавливать угольные печи из листовой стали на заклепках в своей механической мастерской в Маршалтауне, штат Айова.
- 1904 год — D.W. NORRIS и другие инвесторы приобретают Lennox Furnace company приблизительно за $ 40 000.
- 1923 год — Lennox строит фабрику в городе Сиракьюс, штат Нью-Йорк.
- 1935 год — Lennox разрабатывает первую в отрасли серию мазутных и газовых печей воздушного отопления.
- 1937 год — Lennox начинает производить печи со встроенными вентиляторами.
- 1949 год — Джонн Норрис старший становится президентом Lennox.
- 1953 год — Lennox Industries строит новую штаб-квартиру и завод в Торонто, Канада.
- 1955 год — Lennox заменяет название Lennox Furnace Co. на Lennox Industries Inc.
- 1962 год — Lennox открывает завод в Basingstoke, Англия, и становится международной компанией.
- 1970 год — Создается компания CLIREF по производству чиллеров, расположенная в г. Mions вблизи Лиона. Один из владельцев — «Ets BRANCHER».
- 1971 год — Рэй C. Роббинс заменяет Дж. Норриса старшего на посту президента и главного администратора.
- 1974 год — Lennox строит в Штутгарте, Арканзас, завод для производства товарной продукции. Создается компания FRIMAIR по производству оборудования для ОВК, расположенная в г. Longvic вблизи Дижона.
- 1980 год — Дж. Норрис младший становится президентом Lennox.
- 1985 год — Lennox покупает Heatcraft.
- 1986 год — Lennox создает Lennox Int ’l Inc. в качестве компании-учредителя для Lennox Industries и Heatcraft.
- 1988 год — Lennox приобретает Armstrong AirConditioning, г. Бельвью, Огайо.
- 1995 год — LII создает Lennox Global Ltd для операций за пределами Северной Америки.
- 1996 год — Lennox создает совместное предприятие с «Ets BRANCHER» и через год покупает контрольный пакет акций: HCF становится HCF LENNOX.
- 1998 год — LGL открывает европейскую штаб-квартиру в Брюсселе, Бельгия.

HCF LENNOX становится компанией LENNOX.
- 1999 год — LENNOX начинает публичный выпуск акций на нью-йоркской фондовой бирже.
- 2000 год — LENNOX International приобретает SERVICE EXPERTS.[3]

## Продукция
Продукция компании представлена широким ассортиментом систем и независимых агрегатов:
- сплит-системы
- крышные кондиционеры (руфтопы)
- газовые системы подогрева
- центральные кондиционеры
- чиллеры
- фанкойлы
- прецизионные агрегаты
- автономные котельные
- конденсаторные блоки
- моноблочные кондиционеры
- системы управления

Lennox International реализует свою продукцию под следующими брэндами:
- Lennox
- Armstrong Air
- Ducane
- Bohn
- Larkin
- Advanced Distributor Products
- Service Experts и др.

## Структура и представительства
Lennox  имеет развитую сеть представительств и филиалов во многих странах мира.

### Австралия
- Австралия: LGL Australia Holdings Pty Ltd, Heatcraft Australia Pty Ltd, Heatcraft Sunshine Coast Pty Ltd
- Новая Зеландия: Heatcraft New Zealand Limited

### Азия
- КНР: Heatcraft Cooling Technology (Wuxi) Co., Ltd
- Сингапур: Heatcraft Refrigeration Asia Pte Ltd.

### Америка
- Бразилия: Lennox Participacoes Ltda.
- Канада: Lennox Inc., Lennox Industries (Canada) Ltd., Bryant Heating & Cooling Co. Ltd.
- Мексика: LII United Products, S. de R.L. de C.V.
- США: LHP Holdings Inc., Lennox Hearth Products Inc.

### Европа
- Бельгия: Lennox Benelux N.V.
- Великобритания: LGL Refrigeration UK Ltd.
- Германия: LGL Germany GmbH
- Испания: Lennox Global Spain S.L.
- Италия: LGL Refrigeration Italia s.r.l.
- Нидерланды: LGL Holland B.V.
- Польша: Lennox Polska s.p.z.o.o.
- Португалия: Lennox Portugal Lda
- Россия: ЛеСаш ООО
- Словакия: Lennox Slovensko s.r.o.
- Украина: Представительство Леннокс Полска СП З О.О.
- Франция: LGL France S.A.S.
- Чехия: Lennox klimatizace Czech Republic a.s